# Microcharmus madagascariensis
Espèce
Microcharmus madagascariensis est une espèce de scorpions de la famille des Buthidae.

## Distribution
Cette espèce est endémique de la région Diana à Madagascar. Elle se rencontre dans la réserve spéciale de Manongarivo.

## Systématique et taxinomie
Cette espèce a été décrite par Lourenço en 1999.

## Étymologie
Son nom d'espèce, composé de madagascar(i) et du suffixe latin -ensis, « qui vit dans, qui habite », lui a été donné en référence au lieu de sa découverte, Madagascar.

## Publication originale
- Lourenço, 1999 : « Pattern of geographical distribution presented by the scorpions of the genus Microcharmus Lourenco, with a description of a new species. » Comptes Rendus de l'Académie des Sciences, Série III Sciences de la Vie, vol. 322, no 10, p. 843-846.